# セッラータ
セッラータ（イタリア語: Serrata）は、イタリア共和国カラブリア州レッジョ・カラブリア県にある人口約800人の基礎自治体（コムーネ）。

## 地理

### 位置・広がり

#### 隣接コムーネ
隣接するコムーネは以下の通り。括弧内のVVはヴィボ・ヴァレンツィア県所属を示す。
- カンディードニ
- ディナーミ (VV)
- ラウレアーナ・ディ・ボッレッロ
- ミレート (VV)
- サン・ピエトロ・ディ・カリダ

## 人口動態

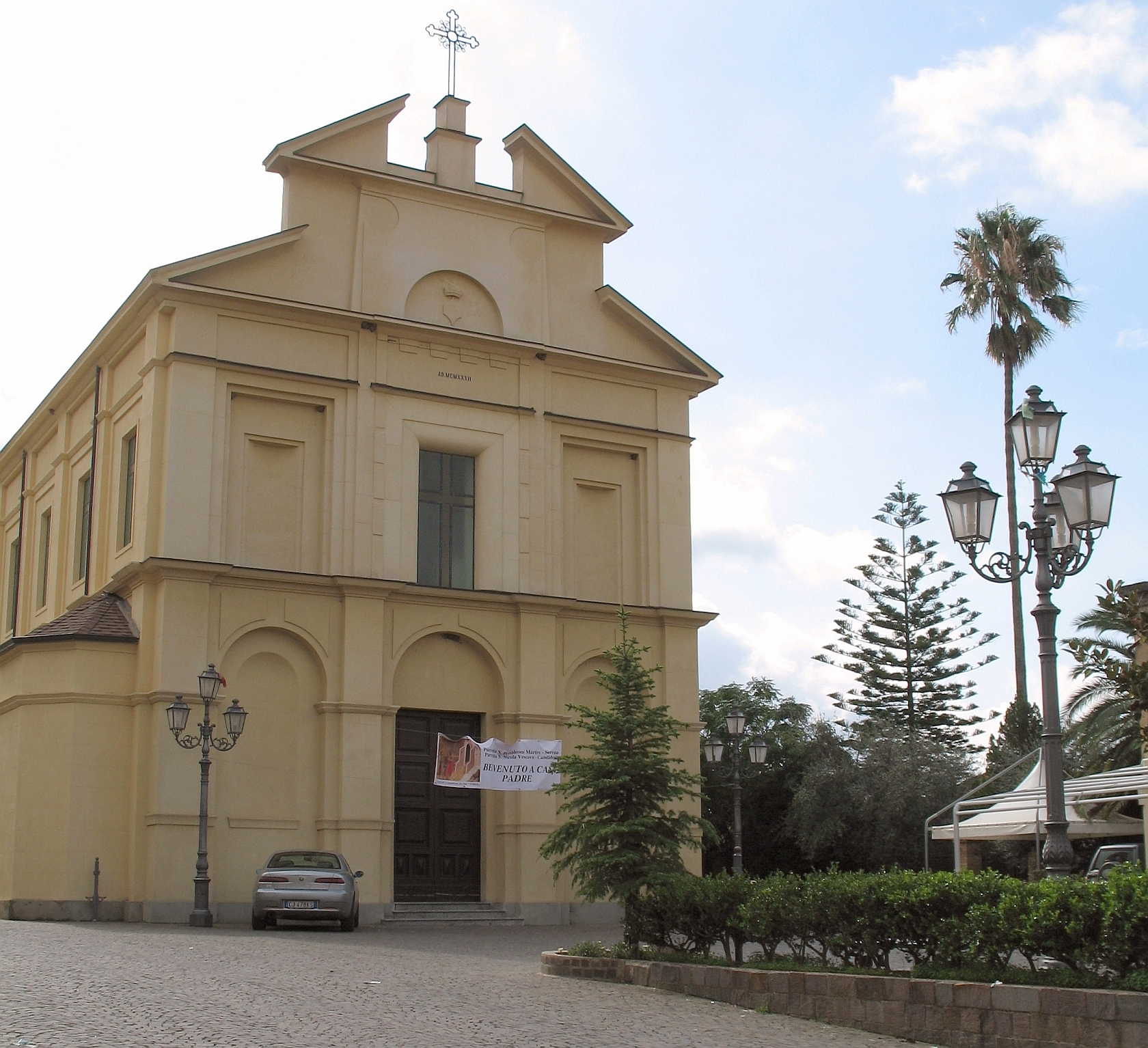
Parrocchia de San Pantaleone